# Ithynteria pretoriana
Ithynteria pretoriana är en mångfotingart som först beskrevs av Lawrence 1966.  Ithynteria pretoriana ingår i släktet Ithynteria och familjen Gomphodesmidae. Inga underarter finns listade i Catalogue of Life.